# Nematalosa papuensis
Nematalosa papuensis ist eine im Süßwasser lebende Fischart aus der Familie der Dorosomatidae. Sie kommt ausschließlich im Gebiet des Fly-Flusssystems im südlichen Neuguinea vor.

## Merkmale
Der Schwarmfisch erreicht eine Standardlänge von bis zu 22 Zentimetern. Der Körper ist silberfarbig mit einem orangenfarbigen oder goldenen Kiemendeckel. Die Rückenflossen werden von 13 bis 17, die Afterflosse von 23 bis 25, die Brustflossen von 14 bis 16 und die Bauchflossen von 8 Flossenstrahlen aufgespannt. Der hinterste Flossenstrahl der Rückenflosse ist lang ausgezogen. Die Anzahl der Kiemenreusendornen ist mit 160–520 relativ hoch. Die Kopflänge beträgt etwa 30 % und die Körperhöhe etwa 41 % der Standardlänge. Das Maul ist endständig.
Nematalosa papuensis wird von einigen Wissenschaftlern als einzige Art dieser Gattung im Fly angesehen. Aufgrund der Ergebnisse unveröffentlichter morphologischer und genetischer Studien gilt demnach Nematalosa flyensis Wongratana, 1983 als Synonym zu Nematalosa papuensis.

## Verbreitung und Lebensweise
Nematalosa papuensis kommt im südlichen Zentral-Neuguinea vor und ist dort im Fly-Strickland-Flusssystem einschließlich Lake Murray endemisch. Die Fische leben in den trüben Fließrinnen der großen Flüsse, in Seen und Altwassern im Tiefland, gewöhnlich über Schlammboden. Sie sind aber auch im Oberlauf des Fly (bis zu 830 km von der Mündung stromaufwärts) in der Gegend von Kiunga gesichtet worden.